# الكسندر موراي
الكسندر موراي (بالإنجليزية: Alexander Murray)‏ هو سياسي بريطاني، ولد في 1680، وتوفي في 1 مايو 1750. انتخب عضو مجلس الشعب في برلمان بريطانيا العظمى.